# 大阪医科薬科大学三島南病院
大阪医科薬科大学三島南病院（おおさかいかやっかだいがくみしまみなみびょいん）は、学校法人大阪医科薬科大学が大阪府高槻市玉川新町に設置する病院。

## 概要
救急告示病院に指定されている。一般病床123床(急性期病棟91床、回復期リハビリテーション病棟32床)、療養病床91床(地域包括ケア病棟41床、療養病棟50床)を有する。また、血液浄化センターに24床の透析用病床も有している。

## 沿革
（この節の出典）
- 1980年（昭和55年）12月 - 医療法人修仁会 修仁会病院 開設
- 1995年（平成7年）7月 - 医療法人修仁会 新生病院 に改称
- 1996年（平成8年）3月 - 医療法人信愛会 新生病院 に改称（事業継承）
- 2011年（平成23年）1月 - 社会医療法人信愛会 新生病院に改称
- 2015年（平成27年）7月 - 学校法人大阪医科大学に事業が移管され、大阪医科大学三島南病院に改称
- 2018年（平成30年）1月 - 統合型電子カルテシステム稼働
- 2020年（令和2年）2月 - 療養病棟2床増床（一般91床、地域包括ケア41床、回復期リハビリテーション32床、医療療養50床）病床数214床
- 2021年 - 名称を「大阪医科薬科大学三島南病院」に変更。[4]

## 診療科
- 内科[5]
- 脳神経内科[5]
- 外科[5]
- 整形外科[5]
- 脳神経外科[5]
- 皮膚科[5]
- 泌尿器科[5]
- 眼科[5]
- リハビリテーション科[5]
- 放射線科[5]
- 麻酔科[5]

## 医療機関の認定
- 保険医療機関[5]
- 労災保険指定病院[5]
- 生活保護法指定病院(中国残留邦人等の円滑な帰国の促進並びに永住帰国した中国残留邦人等及び特定配偶者の自立の支援に関する法律(平成6年法律第30号)に基づく指定医療機関を含む。)[5]
- 結核指定病院[5]
- 特定疾患治療研究事業委託医療機関[5]
- 原子爆弾被害者一般疾病医療取扱病院[5]
- 指定自立支援医療機関（精神通院医療）[5]
- 身体障害者福祉法指定医の配置されている医療機関[5]
- 公害医療機関[5]
- このほか、各種法令による指定・認定病院であるとともに、各学会の認定施設でもある。

## 交通アクセス
（この節の出典）
- JR京都線「茨木駅」で下車
  - 京阪バス「枚方市駅・竹ノ内町方面行」乗車、「玉川橋団地」停留所より徒歩3分

- 阪急京都本線「茨木市駅」で下車
  - 京阪バス「玉川橋団地・白川3丁目・枚方市駅方面行」乗車、「玉川橋団地・白川3丁目」停留所より徒歩3分
- 京阪本線「枚方市駅」で下車
  - 京阪バス「JR・阪急茨木方面行」乗車、「玉川橋団地・白川3丁目」停留所より徒歩3分

## 周辺
- 大阪医科大学ケアプランセンター
- 大阪府道139号
- 関西みらい銀行玉川橋プラザ